# Saurita vindonissa
Saurita vindonissa är en fjärilsart som beskrevs av Druce 1883. Saurita vindonissa ingår i släktet Saurita och familjen björnspinnare. Inga underarter finns listade.